# Ronaldo Miranda

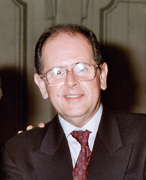
Ronaldo Miranda, 2014

Ronaldo Miranda (* 26. April 1948 in Rio de Janeiro) ist ein brasilianischer Komponist.
Miranda studierte an der Musikschule der Universidade Federal do Rio de Janeiro Klavier und Komposition. Er begann seine Laufbahn 1974 als Kritiker für das Jornal do Brasil, doch nachdem er den ersten Preis bei der II. Bienal da Música Contemporânea Brasileira (II. Biennale für zeitgenössische brasilianische Musik) 1977 gewann, wendete er sich vermehrt der Komposition zu. In den frühen 1980er-Jahren gewann Miranda mehrere Kompositionswettbewerbe, so auch 1981 die prestigeträchtige Troféu Golfinho de Ouro, die durch die Regierung von Rio de Janeiro vergeben wird. 1984 beendete er die Zusammenarbeit mit dem Jornal do Brasil.
Dank seiner Komposition Variações Sinfônicas, eines Auftragswerkes des Orquestra Sinfônica de São Paulo, wurde Miranda 1982 zum besten Komponisten des Jahres gekürt. 1984 machte das französische Kulturministerium ihn zu einem Chevalier dans l’Ordre des Arts et des Lettres. Dank einer Spende eines Fonds in São Paulo konnte er seine Oper Dom Casmurro schreiben, die erstmals im Mai 1992 am Theatro Municipal in São Paulo aufgeführt wurde. In den 1990er-Jahren wurden seine Werke häufig auf Festivals für zeitgenössische Musik in Brasilien, Spanien, Österreich, Deutschland und Ungarn sowie 2004 am EJCF in Basel aufgeführt.
Miranda arbeitet nebenbei als Professor an der Universidade Federal do Rio de Janeiro und ist zurzeit Direktor des Sala Cecília Meireles, einer großen Konzerthalle in Rio de Janeiro.
Am 22. September 2006 wurde seine Oper A Tempestade, mit selbst geschriebenem Libretto, am Theatro São Pedro in São Paulo uraufgeführt. Es handelt sich dabei um eine Bearbeitung auf Portugiesisch des Stückes The Tempest von William Shakespeare.
Am 28. Juni 2007 wurde sein Streichquartett Texturas am Theatro Municipal in São Paulo uraufgeführt.

## Werke
- Variações Sinfônicas
- Dom Casmurro (Oper, nach dem gleichnamigen Roman von Machado de Assis)
- Suíte Nordestina
  - Morena bonita
  - Dendê trapiá
  - Bumba chora
  - Eu vou, eu vou
- Alternâncias
- Aleluia
- A Tempestade (Oper)
- Texturas (Streichquartett)

| Personendaten    | Personendaten             |
| ---------------- | ------------------------- |
| NAME             | Miranda, Ronaldo          |
| KURZBESCHREIBUNG | brasilianischer Komponist |
| GEBURTSDATUM     | 26. April 1948            |
| GEBURTSORT       | Rio de Janeiro            |